# 阿達姆克利西鄉
44°4′45″N 27°57′15″E / 44.07917°N 27.95417°E
阿達姆克利西鄉（羅馬尼亞語：Comuna Adamclisi, Constanța），是羅馬尼亞的鄉份，位於該國西南部，由康斯坦察縣負責管轄，面積136平方公里，2007年人口2,290，人口密度每平方公里17人。